# Megalopsalis grimmetti
Megalopsalis grimmetti is een hooiwagen uit de familie Monoscutidae.